# Pizzo Campo Tencia
Pizzo Campo Tencia är ett berg i Schweiz.   Det ligger i distriktet Leventina och kantonen Ticino, i den sydöstra delen av landet, 110 km sydost om huvudstaden Bern. Toppen på Pizzo Campo Tencia är 3 071 meter över havet, eller 766 meter över den omgivande terrängen. Bredden vid basen är 12,0 km.
Terrängen runt Pizzo Campo Tencia är huvudsakligen mycket bergig. Närmaste större samhälle är Cevio, 15,8 km sydväst om Pizzo Campo Tencia. 
Trakten runt Pizzo Campo Tencia består i huvudsak av gräsmarker. Runt Pizzo Campo Tencia är det mycket glesbefolkat, med 2 invånare per kvadratkilometer.